# Нумто (деревня)
Нумто — деревня в России, находится в Белоярском районе, Ханты-Мансийского автономного округа — Югры. Входит в сельское поселение Казым.

## История
В районе Нумто разворачивались события Казымского восстания против советской власти.

## География
Климат
Климат резко континентальный, зима суровая, с сильными ветрами и метелями, продолжающаяся семь месяцев. Лето относительно тёплое, но быстротечное.

## Общие сведения
Местные жители занимаются оленеводством и традиционными промыслами. Перемещаются на снегоходах «Буран». В селе есть магазин, работающий несколько часов в сутки. Раз в два года проводятся гонки на оленях.
Рядом с селом расположен природный парк, а также озеро Нумто (из этого озера берет начало река Надым), считающееся у коренных жителей священным. В окрестностях ведётся добыча нефти. Её ведёт ОАО «Сургутнефтегаз». Расположение скважин послужило источником конфликта между некоторыми работниками природного парка, частью местных жителей и компанией. Он был освещён в статье «Новой газеты», в которой также отмечен существенный вклад Сургутнефтегаза в обустройство инфраструктуры и быта хантов и ненцев.

## Население
| 2010 |
| ---- |
| 199  |

## Транспорт
Имеется вертолётная площадка. Раз в неделю в село летает вертолёт. В летнее время из-за болот населённый пункт доступен только по воздуху (но ситуация меняется со строительством дороги, которую прокладывают нефтяники). В зимнее время до села можно добраться по суше на снегоходе или оленях.